# فهرست بازیکنان تیم ملی فوتبال لبنان
این مقاله فهرستی از بازیکنان تیم ملی فوتبال لبنان که بیش از ۳۰ بازی ملی دارند.

## بازیگران
|      | Named to the تیم ملی فوتبال لبنان in the past year |
| Bold | Still playing competitive football                 |

تا تاریخ match played ۷ دسامبر ۲۰۲۱
| No. | نام             | بازی | گل | تاریخ شروع      | اولین بازی    | زمان آخرین بازی | آخرین بازی        | Ref.   |
| --- | --------------- | ---- | -- | --------------- | ------------- | --------------- | ----------------- | ------ |
| ۱   | حسن معتوق       | ۹۴   | ۲۱ | ۲۷ ژانویه ۲۰۰۶  | عربستان سعودی | ۱۲ اکتبر ۲۰۲۱   | سوریه             | [ ۲ ]  |
| ۲   | عباس احمد عطوی  | ۸۴   | ۷  | ۱ سپتامبر ۲۰۰۲  | اردن          | ۲۹ مارس ۲۰۱۶    | برمه              | [ ۳ ]  |
| ۳   | محمد حیدر       | ۷۸   | ۴  | 1۷ اوت ۲۰۱۱     | سوریه         | ۷ دسامبر ۲۰۲۱   | سودان             | [ ۴ ]  |
| ۴   | یوسف محمد       | ۷۶   | ۳  | ۲۲ ژوئن ۱۹۹۷    | کویت          | ۲۹ مارس ۲۰۱۶    | برمه              | [ ۵ ]  |
| ۵   | رضا عنتر        | ۶۵   | ۲۰ | ۲۳ سپتامبر ۱۹۹۸ | الجزایر       | ۲۹ مارس ۲۰۱۶    | برمه              | [ ۶ ]  |
| ۵   | ولید اسماعیل    | ۶۵   | ۱  | ۳ مارس ۲۰۱۰     | سوریه         | ۱۷ ژانویه ۲۰۱۹  | کرهٔ شمالی         | [ ۷ ]  |
| ۷   | حسن شعیتو       | ۶۰   | ۶  | ۱۵ نوامبر ۲۰۱۱  | کرهٔ جنوبی     | ۷ سپتامبر ۲۰۲۱  | کرهٔ جنوبی         | [ ۸ ]  |
| ۷   | نور منصور       | ۶۰   | ۲  | ۳ مارس ۲۰۱۰     | سوریه         | ۴ دسامبر ۲۰۲۱   | الجزایر           | [ ۹ ]  |
| ۹   | هیثم فاعور      | ۵۸   | ۰  | ۱۷ اوت ۲۰۱۱     | سوریه         | ۱۲ ژانویه ۲۰۱۹  | عربستان سعودی     | [ ۱۰ ] |
| ۱۰  | عباس علی عطوی   | ۵۳   | ۴  | ۳ سپتامبر ۲۰۰۲  | ایران         | ۲۴ مارس ۲۰۱۶    | کرهٔ جنوبی         | [ ۱۱ ] |
| ۱۱  | علی حمام        | ۵۲   | ۳  | ۱۴ ژانویه ۲۰۰۹  | ویتنام        | ۱۲ ژانویه ۲۰۱۹  | عربستان سعودی     | [ ۱۲ ] |
| ۱۲  | معتز جنیدی      | ۴۹   | ۰  | ۲۰ ژانویه ۲۰۰۸  | چین           | ۱۰ نوامبر ۲۰۱۹  | عمان              | [ ۱۳ ] |
| ۱۲  | نادر مطر        | ۴۹   | ۲  | ۲۲ ژانویه ۲۰۱۲  | عراق          | ۷ دسامبر ۲۰۲۱   | سودان             | [ ۱۴ ] |
| ۱۴  | بلال النجارین   | ۴۸   | ۱  | ۲۳ مارس ۲۰۰۴    | سوریه         | ۸ سپتامبر ۲۰۱۵  | کرهٔ جنوبی         | [ ۱۵ ] |
| ۱۵  | ربیع عطایا      | ۴۷   | ۵  | ۱۱ مه ۲۰۱۲      | مصر           | ۷ دسامبر ۲۰۲۱   | سودان             | [ ۱۶ ] |
| ۱۶  | محمود العلی     | ۴۶   | ۱۲ | ۱۶ ژوئن ۲۰۰۷    | سوریه         | ۱۴ دسامبر ۲۰۱۲  | کویت              | [ ۱۷ ] |
| ۱۶  | مهدی خلیل       | ۴۶   | ۰  | ۱۷ مارس ۲۰۱۳    | بحرین         | ۲۳ ژوئن ۲۰۲۱    | جیبوتی            | [ ۱۸ ] |
| ۱۶  | علی السعدی      | ۴۶   | ۶  | ۲۷ ژانویه ۲۰۰۶  | عربستان سعودی | ۳۱ ژانویه ۲۰۱۳  | قطر               | [ ۱۹ ] |
| ۱۹  | محمد غدار       | ۴۴   | ۱۹ | ۲۷ ژانویه ۲۰۰۶  | عربستان سعودی | ۲۸ مارس ۲۰۱۷    | هنگ کنگ           | [ ۲۰ ] |
| ۲۰  | جمال طه         | ۴۳   | ۱۱ | ۷ مه ۱۹۹۳       | هند           | ۱۸ اکتبر ۲۰۰۰   | تایلند            | [ ۲۱ ] |
| ۲۱  | زیاد الصمد      | ۴۰   | ۰  | ۱ سپتامبر ۲۰۰۲  | اردن          | ۲۴ ژوئن ۲۰۱۲    | عراق              | [ ۲۲ ] |
| ۲۲  | وارتان قازاریان | ۳۹   | ۱۹ | ۶ دسامبر ۱۹۹۵   | اسلواکی       | ۳۰ مه ۲۰۰۱      | تایلند            | [ ۲۳ ] |
| ۲۲  | هلال الحلوه     | ۳۹   | ۹  | ۸ اکتبر ۲۰۱۵    | برمه          | ۷ دسامبر ۲۰۲۱   | سودان             | [ ۲۴ ] |
| ۲۴  | فیصل عنتر       | ۳۸   | ۴  | ۲۷ سپتامبر ۱۹۹۸ | عربستان سعودی | ۳۰ اکتبر ۲۰۰۷   | هند               | [ ۲۵ ] |
| ۲۵  | عدنان حیدر      | ۳۶   | ۱  | ۱۶ اکتبر ۲۰۱۲   | یمن           | ۱۹ نوامبر ۲۰۱۹  | کرهٔ شمالی         | [ ۲۶ ] |
| ۲۵  | محمد شمص        | ۳۶   | ۰  | ۲۲ ژانویه ۲۰۰۹  | چین           | ۲۹ دسامبر ۲۰۱۳  | کویت              | [ ۲۷ ] |
| ۲۵  | محمد زین طحان   | ۳۶   | ۱  | ۲۹ مه ۲۰۱۳      | عمان          | دسامبر ۲۰۲۱     | سودان             | [ ۲۸ ] |
| ۲۸  | علی فقیه        | ۳۵   | ۰  | ۷ مه ۱۹۹۳       | هند           | ۳۰ مه ۲۰۰۱      | تایلند            | [ ۲۹ ] |
| ۲۹  | لاری مهنا       | ۳۴   | ۰  | ۲۴ دسامبر ۲۰۰۶  | سومالی        | ۶ نوامبر ۲۰۱۴   | امارات متحدهٔ عربی | [ ۳۰ ] |
| ۳۰  | موسی حجیج       | ۳۳   | ۶  | ۸ دسامبر ۱۹۹۶   | گرجستان       | ۲۶ دسامبر ۲۰۰۲  | بحرین             | [ ۳۱ ] |
| ۳۰  | هیثم زین        | ۳۳   | ۱۶ | ۱۸ اوت ۱۹۹۸     | ارمنستان      | ۱۹ ژوئن ۲۰۰۴    | سوریه             | [ ۳۲ ] |
| ۳۲  | جوان العمری     | ۳۱   | ۴  | ۷ سپتامبر ۲۰۱۳  | سوریه         | ۱۲ اکتبر ۲۰۲۱   | سوریه             | [ ۳۳ ] |
| ۳۳  | احمد صقر        | ۳۰   | ۰  | ۲۶ مارس ۱۹۹۳    | اردن          | ۲۳ اوت ۲۰۰۳     | سوریه             | [ ۳۴ ] |